# Palaimon
Palaimon var i grekisk mytologi namnet på den till havsgud förvandlade Malikertes, son till Athamas och Ino. Inom romersk mytologi kallas han Portunus.